# Victoria (planta)
El género Victoria Lindl. 1837 comprende 3 especies de hierbas anuales o perennes acuáticas y pertenece a la familia Nymphaeaceae. Su especie tipo es V. amazonica Lindl. 1837. Sus especies se conocen como nenúfares gigantes.

## Descripción
Con las caracteres generales de la familia Nymphaeaceae.
- Hierbas anuales o perennes de vida corta con rizoma vertical, corto. Acúleos presentes en los nervios prominentes del envés foliar, del peciolo, del pedúnculo floral y del exterior del cáliz
- Hojas flotantes, peltadas, orbiculares, de 1,5-2,0 m de diámetro, el borde levantado formando un reborde continuo
- Flores de 30-50 cm de diámetro, epíginas, nocturnas, blancas pasando a rosa purpúreo; sépalos 4; pétalos 50-70; estaminodios extrastaminales unos 20; estambres 150-200; estaminodios intrastaminales unos 25, tecas de dehiscencia introrsa; carpelos 30-40, sincárpicos; copa estigmática rodeada de apéndices carpelares termogenéticos
- Polen en tétradas, zonasulculado
- Fruto grande, aculeado
- Semillas numerosas, ariladas
- Número cromosómico: 2n = 20-24. Cromosomas grandes, de 2-4 μm de largo

## Distribución y hábitat
El género se distribuye por la zona tropical de América meridional.
Se encuentran en las aguas bajas de la cuenca de los ríos, en los lagos de brazos abandonados sin curso y en bajíos. Las flores que son blancas al abrir la primera noche, se vuelven rosas en la segunda noche. Son polinizadas por escarabajos (cantaridofilia), sobre todo del género Cyclocephala.

## Usos
Tienen un gran interés en jardinería como ornamentación de superficies de agua.

## Historia

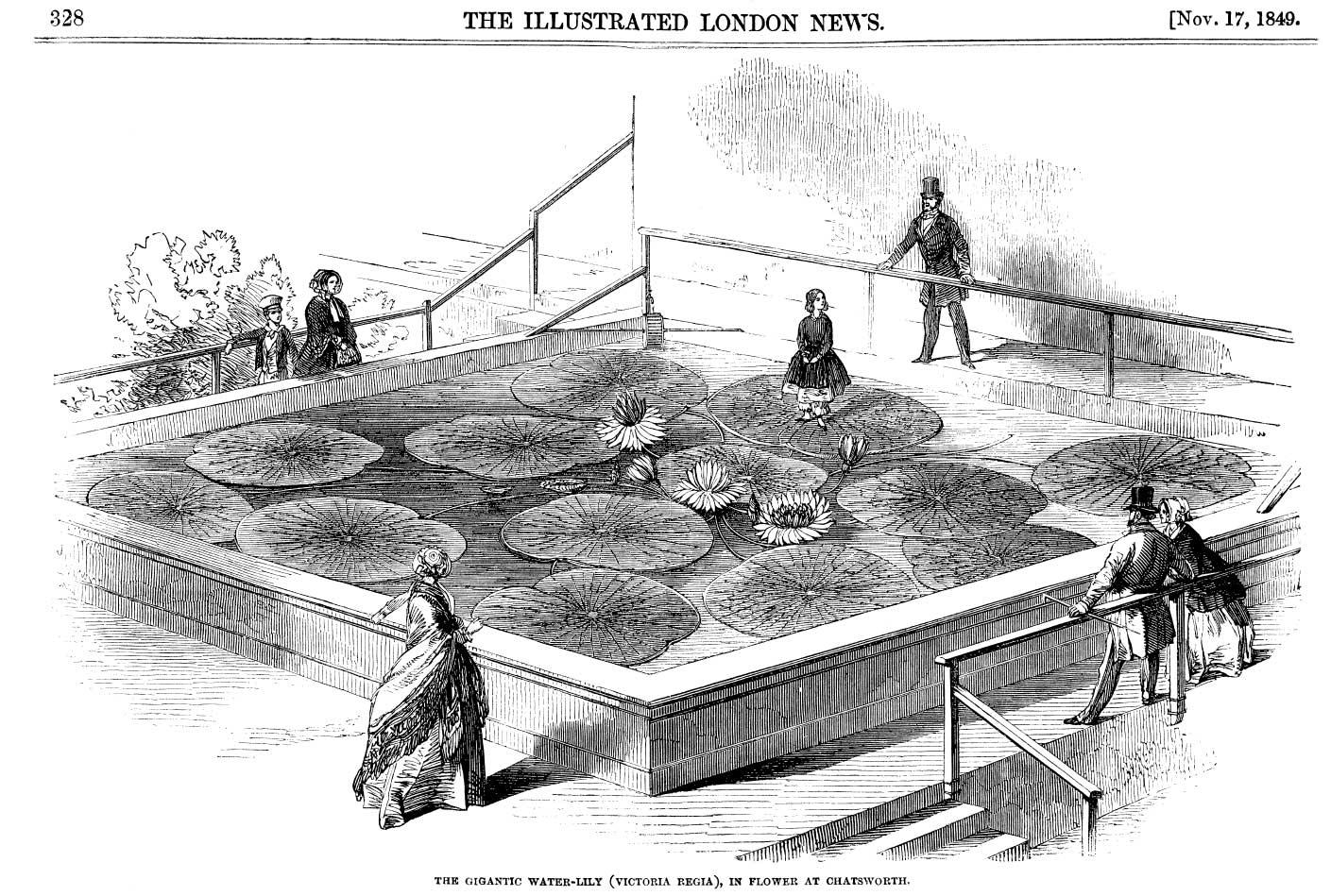
Anne Paxton (hija de Joseph Paxton) demostrando la capacidad de una hoja de V. amazonica de soportar su peso.

El primer botánico en encontrar un nenúfar gigante fue Haenke, en Bolivia, en 1801. Más tarde, otros botánicos los encontraron en Paraguay, Brasil y la Guayana británica. Las primeras semillas llegaron en agosto de 1846 a Londres, de las que se obtuvieron tan sólo dos plantas en los Reales Jardines Botánicos de Kew, que perecieron pronto. En febrero de 1849 un nuevo envío de semillas tuvo éxito y se distribuyeron a los principales coleccionistas unas 50 plantas, entre ellos al sexto Duque de Devonshire en Chatsworth y al Duque de Northumberland en Syon House. Conseguir las primeras flores de la que entonces se llamaba Victoria regia se convirtió en un asunto de rivalidad entre la nobleza de Inglaterra. Por fin, el jardinero del Duque de Devonshire, Joseph Paxton, en noviembre de 1849 fue el primero en conseguirlo gracias a haber hecho una réplica del hábitat caluroso y pantanoso del nenúfar (esfuerzo gigantesco de lucha contra el invierno inglés con la ayuda sólo de estufas de carbón), seguido por el jardinero del Duque de Northumberland, Mr. Ivison, más afortunado con una serie continuada de cultivos en la  "Syon House" (actualmente parte de los Reales Jardines Botánicos de Kew).

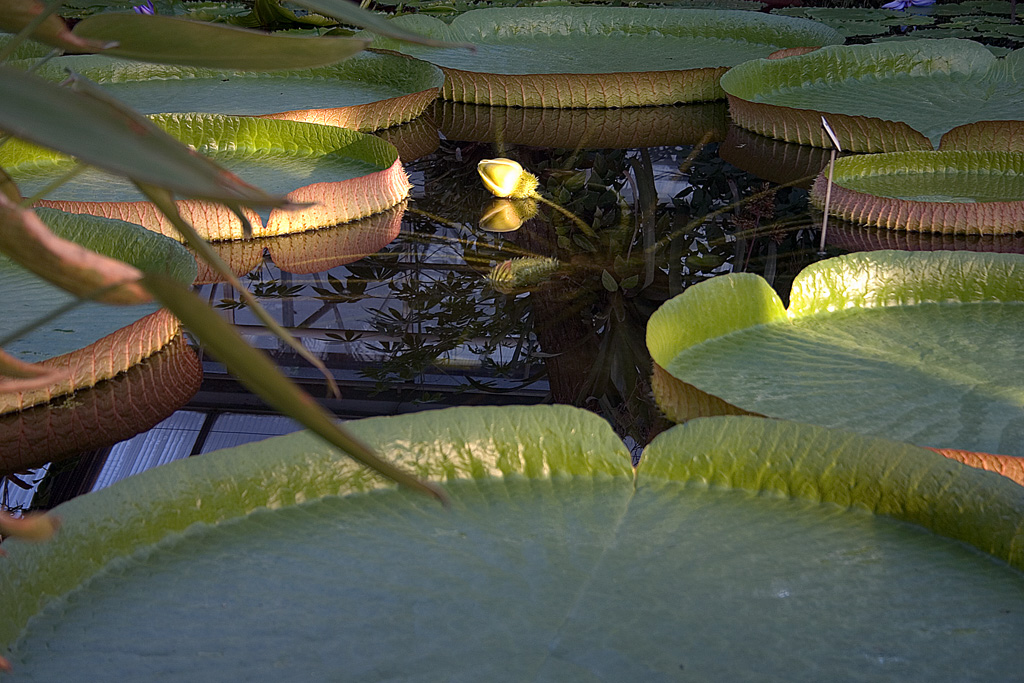
Hojas de Victoria cruziana.

El Duque de Devonshire le presentó a la reina Victoria, a través de Paxton, la primera de estas flores, que había sido originalmente nombrada en su honor.

## Taxones específicos incluidos
- Especie Victoria amazonica (Poepp., 1836) J.E. Sowerby, 1850 (= V. regia Lindl., 1837; V. regina J.E. Gray, 1837; V. regalis Schomb., 1837; Euryale brasiliana Steud., 1840; V. amazonum Klotzsch, 1847; V. reginae Hook., 1850)

Bolivia, Brasil, Guiana, Paraguay (cuenca del río Amazonas).
- Especie Victoria cruziana Orb., 1840 (= V. argentina Burmeist., 1861, nom. nud.; Euryale bonplandia Rojas, 1897; Euryale policantha Rojas, 1897; V. cruziana fo. mattogrossensis Malme, 1907; V. trickeri H. Henkel, 1907)

Argentina, Brasil, Paraguay (cuencas de los ríos Paraná y Paraguay). Es el irupé de los argentinos y paraguayos (voz de origen guaraní). 2n = 24.
- Especie Victoria boliviana[1]